# 周秋琦
周秋琦（1955年5月—），福建宁德人，中华人民共和国政治人物。
周秋琦出生于福建省宁德县（今宁德市蕉城区）。1976年4月加入中国共产党，1978年12月参加工作，曾任中共霞浦县委常委等职，1998年8月接替林鸿担任福建省柘荣县人民政府县长、县委副书记，2003年8月升任中共柘荣县委书记，2007年3月起任宁德市政府党组成员、副市长，2015年7月因离休辞去副市长职务。后担任宁德市计生协会会长。